# João d'Oliva Monteiro
João d'Oliva Monteiro nasceu em Alcobaça no dia 28 de Abril de 1903, terceiro e último filho de Laura Monteiro Oliva e Aníbal Remígio Monteiro. Após a conclusão da instrução primária, na sua terra natal, ingressou no Colégio Mondego, em Coimbra, onde estudou alguns anos. Aos treze anos sofreu um duplo choque quando, em Abril de 1916, sua mãe, com 39 anos, morreu subitamente e três meses depois faleceu o seu irmão mais velho.
Em 1920 durante umas férias lectivas em Alcobaça, no quartel de artilharia instalado então no mosteiro, num baile na antiga biblioteca monástica, conheceu a sua futura mulher cujo irmão ali se encontrava aquartelado. Casou, em 1922, em Lisboa cidade natal da noiva, onde passaram a residir e na qual nasceram os três filhos: João Aníbal Campos e Silva d'Oliva Monteiro, José Eduardo e Alda Maria.
Mudou-se para Alcobaça, em 1927, onde se destacou em diversas actividades que enriqueceram e elevaram esta vila. Assim o descreveu, em 1958, o Professor Joaquim Vieira Natividade: " É num cenário de apatia e de mórbido desalento, que surge, em Alcobaça, a figura singular de João d'Oliva Monteiro, o Homem que, por estranhos desígnios da Providência, conteria em si todos os anseios e o ardente desejo de progresso e de renovação de que a sua própria terra andava alheada. Para ele não há distâncias entre o pensamento e a acção. Pensar é, simultâneamente, actuar, realizar depressa, vencer o tempo. Por influxo desse espírito renovador nós vimos, neste pequeno burgo apático, transformarem-se utopias em realidades. A par do exemplo de civismo e de perfeito amor à sua terra, não esqueçamos o sentido humano e social da obra realizada. O fomento da indústria, e até do urbanismo alcobacense, deu trabalho a muita gente. E dar trabalho é uma das formas de servir o progresso económico e social da comunidade. Foi um batalhador ardoroso pelo progresso de Alcobaça. Trabalhou com paixão, com entusiasmo, com fé. Era um Homem bom e um coração generoso ".
João d'Oliva Monteiro foi grande vitivinicultor, lavrador e principal sócio da Sociedade de Vinhos Espumantes Naturais de Alcobaça - a SVENA. O seu nome ficou ligado à indústria tipográfica através da Tipografia Alcobacense, Lda. Foi o principal impulsionador e o mais importante investidor do Cine-Teatro de Alcobaça, inaugurado em 1944, sendo de destacar a sua qualidade arquitectónica e a sua construção durante a Guerra, "numa hora trágica para o mundo, hora de destruição, de luto e de ruína", (Natividade, 1969). Deve-se ao seu espírito empreendedor, às suas extraordinárias faculdades de trabalho e à sua contribuição financeira a introdução da indústria vidreira em Alcobaça, inaugurando-se, em 1945, a Fábrica de vidros CRISAL (Cristais de Alcobaça, Lda). Nesse mesmo ano assumiu funções como vereador independente e presidente da Comissão Municipal de Turismo. Em 1946, foi agraciado pelo governo Britânico com a "King's medal for the service in the cause of freedom", em reconhecimento por o apoio prestado ao esforço de guerra dos Aliados na Segunda Guerra Mundial, tanto na forma de colaboração logística activa como de contribuições pecuniárias e angariação de fundos. Faleceu, em Lisboa, a 28 de Dezembro de 1949.
Em Dezembro de 1958, 14 associações alcobacenses prestaram homenagem à sua memória no foyer do Cine-Teatro de Alcobaça com o descerramento, pelo seu neto mais velho, de uma lápide em mármore cinzento contendo a seguinte inscrição em letras douradas:
JOÃO DE OLIVA MONTEIRO. UM NOME; UMA OBRA; UM HOMEM. ALCOBAÇA AGRADECIDA. 18-12-958
A 20 de Agosto de 2010, a Câmara Municipal de Alcobaça homenageou-o acrescentando o seu nome à denominação Cine-Teatro de Alcobaça.